# スペシャルフィギュア

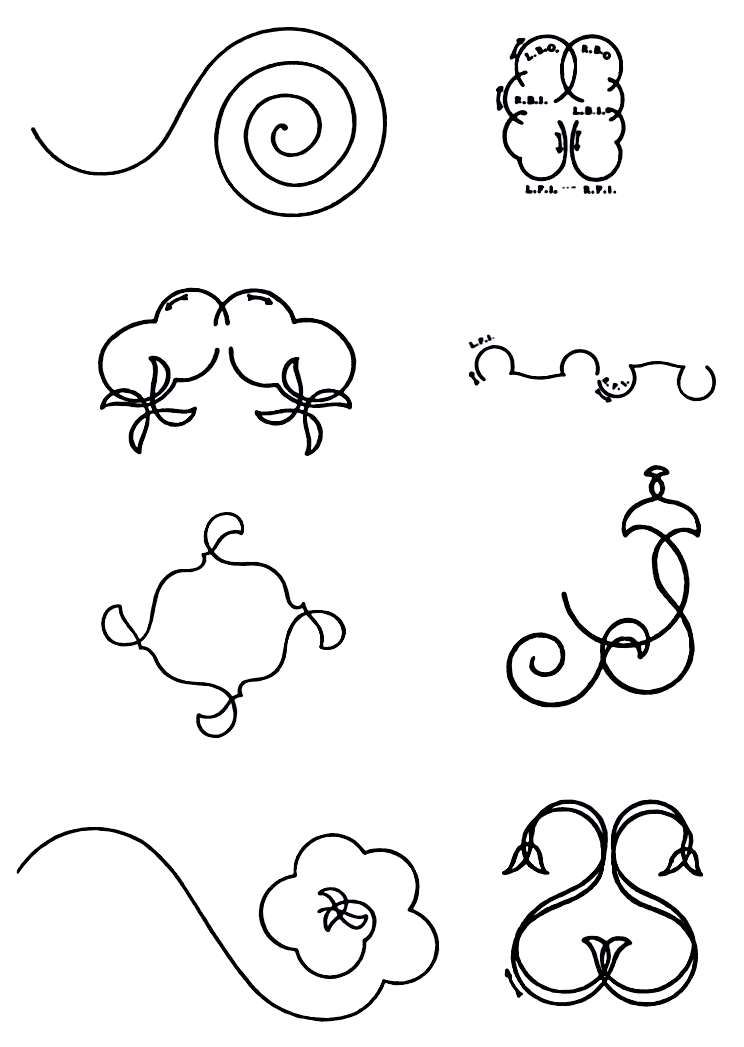
スペシャルフィギュアの図形

スペシャルフィギュア（英語:special figures）とは19世紀末から20世紀初頭にかけて存在したフィギュアスケートの種目の1つ。スケート靴のエッジを使い、片足でバランスを崩すことなく、どれだけ正確に氷の上に図形（フィギュア）を描くことができるかが競われた。8の字を基本形としたコンパルソリーに比べ、スペシャルフィギュアではロゼットや星、十字など、スケーター自身が創意工夫をこらした、より複雑かつ精巧な図形が描かれる点に特徴がある。
かつてアメリカおよびイギリスにおいては、フィギュアスケートと言えばスペシャルフィギュアのように特定の図形を描くスケートを指した。しかし、20世紀初頭までに、よりリンクを大きく使って、音楽に合わせジャンプやスピンなどを行う、今日のフィギュアスケートの競技スタイル（当時は「国際スタイル」と呼ばれた）が主流となったため、競技としてのスペシャルフィギュアは姿を消した。今日では正確なスケーティングを身につけるための練習として行われることがある。
スペシャルフィギュアは1908年ロンドンオリンピックのフィギュアスケート競技の1つとして実施された。この大会ではロシアのニコライ・パニンが優勝している。